# نعومي باكي
نعومي باكي (بالإنجليزية: Naomi Baki)‏ (ولدت في راجا، غرب بحر الغزال، جنوب السودان في عام 1985) هي فرنسية وجنوب سودانية مؤلفة ومحامية لجنوب السودان . لغتها الأم هي لغة كريش . 

## مواجهة الاتجار بالأطفال
رحبت بها فرنسا كلاجئة في عام 2011 مع ابنتها كارولين، أصبحت مواطنة فرنسية في عام 2015. أصدرت سيرة ذاتية في عام 2013 (باللغة الفرنسية)، تصف فيها رحلتها الطويلة والصعبة من العبودية إلى الحرية.  حصل هذا الكتاب، الذي استعرضه الباحث سيباستيان فتح، بالإنجليزية، على تغطية إعلامية واسعة، بما في ذلك التلفزيون الفرنسي فرانس 3  وصحيفة لا كروا اليومية.  كمتحدث تحفيزي، تمت دعوتها في العديد من المدارس ومعارض الكتب والكنائس للإدلاء بشهادتها. وقد بدأت أيضًا في السفر إلى الخارج، بما في ذلك إلى المجر  وإلى الولايات المتحدة ( تكساس )، حيث أصبحت معروفة بأنها مواجهة الاتجار بالأطفال. 
كما كتبت نعومي كتابًا حمل رسالة عدم المبالاة تجاه الآخرين. يعتمد كتابها «ما زلت على قيد الحياة» على حياة فتاة سودانية شابة. 

## جمع الأموال لجنوب السودان
شاركت أيضًا بنشاط في أنشطة جمع الأموال لتعليم المرأة في واو، جنوب السودان (بالتعاون مع الكنيسة الأسقفية في جنوب السودان). وقد تم تسجيل هذه المبادرات والإشادة بها في مجلة أبرشية واو (جنوب السودان).  ليست خجولة أن تتحدث عن إيمانها المسيحي، فقد تمت مقابلتها من قِبل الموقع الإلكتروني البروتستانت الفرنسي Regardsprotestants في مايو 2016، قائلة إن كونها لاجئًا ليس هويتها. إنه شيء انتقالي. 

## منشورات
كسيرة ذاتية، نشرت كتاب «ما زلت على قيد الحياة: عشر سنوات من التجوال من السودان إلى أوروبا» Je suis encore vivante: Dix ans d'errance du Soudan à l'Europe 